# Stronda
Stronda ou stronda music é um estilo musical brasileiro nascido na cidade Rio de Janeiro, como uma derivação do rap e do hip hop, onde os instrumentais são similares e os líricos abordados geralmente tratam de mulheres, festas, bebidas, amor e sexo.
Os criadores da stronda são Prexeca Bangers, grupo formado por MC Fox e MC Mãe, porém os maiores difusores deste estilo são o grupo Bonde da Stronda, formado por Mr. Thug e Léo Stronda. Entre outros grupos que são adeptos deste estilo estão o Chaparraus Nutrs, Stronda 4 Life e os MC's Cond e Alandim.